# Alejandro
Alejandro je píseň americké popové zpěvačky a skladatelky Lady Gaga. Píseň vyšla jako třetí singl z EP pojmenovaného The Fame Monster.

## Informace
Song "Alejandro" napsala a produkovala Lady Gaga s producentem RedOne. Natáčelo se v amterdamském studiu FC Walwisch Studios. Vydavatelství chtělo, aby se třetím singlem stala píseň Alejandro, ale sama Gaga chtěla, aby to byla píseň Dance In The Dark. Vzniklý spor mezi vydavatelstvím a zpěvačkou nakonec vyústil ve prospěch vydavatelství a vydání právě "Alejandro". Gaga toto vydavatelství následně opustila Singl oficiálně vyšel 20. dubna 2010. Každá z osmi písní na The Fame Monster symbolizuje jeden z jejích strachů a v interview pro televizi Fuse Gaga řekla, že inspirací pro právě song "Alejandro" byl strach ze sexu.

## Videoklip
Natáčení videoklipu se ujal fotograf a režisér Steven Klein, který již s Lady Gaga spolupracoval v minulosti. Videoklip měl premiéru na oficiálních stránkách LadyGaga.com a na Vevo.com dne 7. června 2010. Na serveru YouTube video získalo během půl roku ke 100 milionů zhlédnutí.
Neobvyklý, „divný“ videoklip, v temných studených barvách s mnoha symboly vzbudil jak zájem a údiv, tak kritiku nečistoty některých v klipu použitých symbolů a náznaků (homoerotismus, sadismus, fašismus, satanismus, okultismus, …).
Scéna 1
Na začátku videoklipu jsou vidět tři slova - GAGA (interpret), KLEIN (režisér a kameraman klipu) a ALEJANDRO (název písně) proložená scénami z jakéhosi kabaretu, ve kterém spí u stolů "gestapáci". V prvním zřetelném záběru vidíme muže nesoucí rakev, před nimi jde Lady Gaga nesoucí srdce s vyrytým písmenem A.
Scéna 2
Tanečníci tančí první choreografii - pochodují, hudba ještě nehraje. Ozývají se vzdychy, hudba začíná hrát - Lady Gaga je vidět v binokulární masce s černou korunou a pohřebním outfitem. Objevuje se také samotný Alejandro - muž sedící na posteli s pistolí v ruce.
Scéna 3
Znovu jsme u rakve, Lady Gaga vyslovuje svůj "prolog" k písni, hudba graduje.
Scéna 4
Lady Gaga sedí na ruinách jakési budovy, kouří fajfku. Pod ní jsou vidět tanečníci začínající svoji první choreografii. Během první sloky se střídají pohledy na ni a na tanečníky, v taneční scéně je vidět zadní projekce s válečnou tematikou. První refrén je situován do té samé scény.
Scéna 5
Začíná větou "Stop, please, just let me go. Alejandro, just let me go." - Lady Gaga, oblečena do latexového jeptiškovského hábitu leží na černě potažené posteli a v sepjatých rukou svírá růženec.
Scénou 5 jsou pro někoho kontroverzní záběry na Lady Gaga a tři téměř nahé muže obuté do lodiček. Všichni jsou na kasárenských postelích a předvádějí různé sexuální polohy, sama Gaga imituje anální sex na jednom z tanečníků.
Součástí scény 5 je také hlavní choreografie předvedená jak tanečníky, tak Lady Gagou. Během refrénu se střídají záběry na taneční sekvenci a postelovou sekvenci.
Scéna 6
Lady Gaga stojí mezi ležícími tanečníky, oblečená do bíločerveného latexového pláště připomínajícího templářský háv, na nohou má "antigravitační" boty s platformou bez podpatku (Noritaka Tatehana).
Tanečníci drží Lady Gaga za ruce a nohy a vyšvihávají ji do vzduchu.
Scéna 7
Poněkud připomíná módní přehlídku. Záběry jsou černobílé. Lady Gaga tančí a zpívá v 70. léty inspirovaném kalhotovém kostýmku s vestičkou, tanečníci okolo ní pochodují v uniformách. Jakmile začne podruhé opakovat motiv refrénu, záběr je barevný a Gaga s kalhotami a "samopalovou podprsenkou" tančí s tanečníky hlavní refrénovou choreografii.
Scéna 8
Scéna se ocitla v kabaretu, kde na počátku videoklipu spali tanečníci. Lady Gaga stojí na vyvýšeném pódiu, opět v botách Noritaka Tatehama, má na sobě jen koženou bundu a spodní prádlo. Na nose má nasazené brýle, které si sundává. Zpívá pouze motiv "Alejandro, Alejandro, Ale-Alejandro, Ale-Alejandro" bez nástrojů (po chvíli se přidají bubny). Scéna je proložena "vzpomínkami" - Lady Gaga je vidět v templářském plášti, objevují se výjevy z války - hořící budovy, vojáci, důstojník... Scéna končí, když se do motivu přidají všechny nástroje a objeví se pokračování hlavní choreografie.
Scéna 9
Lady Gaga se ocitá mezi svými tanečníky, jenž se o ni přetahují, znovu opakuje refrén. Během této scény je v jednu chvíli otočena zády ke kameře, rozepne si plášť a sundá si jej (v Americe byla tato sekvence vystřižena). Když skončí zpívat, záběr se přesune znovu k "latexové jeptišce". Kamera se přibližuje k jejímu obličeji, který se záhy zdehormuje (shoří).

## Hudební příčky
| Období (2010)          | Max. příčka |
| ---------------------- | ----------- |
| Austrálie              | 2           |
| Rakousko               | 2           |
| Kanada                 | 4           |
| Francie                | 3           |
| Německo                | 2           |
| Irsko                  | 3           |
| Nový Zéland            | 11          |
| Švýcarsko              | 3           |
| Velká Británie         | 7           |
| U.S. Billboard Hot 100 | 5           |

| "Waka Waka (This Time for Africa)" od Shakira "Minä" od Kymppilinja featuring Mariska' | Finské #1 hity 23. června~7. července 2010 14. června~21. července 2010 | "Minä" od Kymppilinja featuring Mariska "Love The Way You Lie" od Eminem featuring Rihanna' |